# Lipara baltica
Lipara baltica är en tvåvingeart som beskrevs av Karps 1978. Lipara baltica ingår i släktet Lipara och familjen fritflugor.
Artens utbredningsområde är Lettland. Inga underarter finns listade i Catalogue of Life.